# Liste der Monuments historiques in Bouée
Die Liste der Monuments historiques in Bouée führt die Monuments historiques in der französischen Gemeinde Bouée auf.

## Liste der Bauwerke
| Bezeichnung       | Beschreibung                                  | Standort | Kennzeichnung | Schutzstatus | Datum | Bild |
| ----------------- | --------------------------------------------- | -------- | ------------- | ------------ | ----- | ---- |
| Moulin de Rochoux | Windmühle, erbaut Anfang des 16. Jahrhunderts | (Lage)   | PA00108573    | Inscrit      | 1982  |      |

## Liste der Objekte
- Monuments historiques (Objekte) in Bouée in der Base Palissy des französischen Kultusministeriums